# Sylabizm czysty
Sylabizm czysty – system wersyfikacyjny oparty wyłącznie na liczeniu sylab w wersach i segmentach wierszowych. W literaturze polskiej prawdopodobnie występował na początku szesnastego wieku, o czym może świadczyć twórczość Mikołaja Reja. Rej, jak widać, miesza klauzule męskie i żeńskie, a nawet rymuje oksytony i paroksytony (pleban : pan).
Miły księże, dobrzećby tak,
Lecz podobno czciesz czasem wspak;
Hardzie tu strząsasz porożym,
A zowiesz się posłem bożym.
SsSsSssS (8)
SsSsSSsS (8)
SssSssSs (8)
sSssSsSs (8)
Od czasów Jana Kochanowskiego sylabizm polski nie jest sylabizmem czystym z uwagi na paroksytonezę wersu, czyli stały akcent na sylabie przedostatniej.
Istnienie sylabizmu względnego było obiektem dyskusji. O sylabizmie czystym pisał między innymi Karol Wiktor Zawodziński.
Sylabizm czysty występował w literaturze słowackiej. Romantyczny poeta Ľudovít Štúr, piszący po czesku i słowacku, stosował jedenastozgłoskowiec ze średniówką po sylabie piątej, ale bez stabilizacji akcentu. Przykładów dostarcza poemat Matúš z Trenčína napisany po słowacku. W poniższym cytacie klauzule są paroksytoniczne (Ss) - albo proparoksytoniczne (Sss). Klauzule typu (Ssss) liczą się po czesku jako (Ss).
Kto spod Turecka hore Váhom stúpaš
a oči ti preč hore vodou bežia,
alebo keď ich z hôr Jastrabských kúpaš
v krajinkách šumných, čo nad Váhom ležia,
na vrchu sa ti zámok vystrie starý,
nesúci sa tam jak nad horou chmáry.

Stojí tam zámok šedý, spustatený
jako nad hrobom starec svojich detí
a tak jak tento na hrob zahľadený,
do ktorého už sám neborký letí,
dolu Považím trúchlivo pozerá (Sss)
a pútnik smutný k nemu sa poberá. (Sss)
Po czesku (łatwo rozpoznać po literze ř) Štúr napisał wiersz Ku Křiváni:
Křiváni, na tvém stál sem již temeni, (Sss)
s kterého vážně na Tatry pozíráš, (Sss)
ó, stál sem tamo ve citů víření, (Sss)
blíže blankytu, který ty podpíráš: (Sss)
již se mi toužby vyplnily dávné,
vzdav poctu modle našich Tater slavné.

Nad zemí sem pněl a předc' sem stál na ní,
v povětři ploval a zem mne držela, (Sss)
mysl letěla k nebi v vichrů vání
a hned se opět na zemi utkvěla: (Sss)
Křiváni, ty svých k nebi pozdvihuješ
a potom mocněj' je k zemi přikuješ! (Sss)
W szesnastym wieku Bartosz Paprocki wierszem czysto sylabicznym tłumaczył na czeski poezje Jana Kochanowskiego.
W ten sam sposób pieśń Kochanowskiego Czego chcesz od nas, Panie, za twe hojne dary przełożył Jan Amos Komenský:
Což vždy chceš od nás, Pane, za své dary hojné?
Čím uctíme příhodně tvé jméno důstojné? (Sss)
Svět tě ten neobsahá, všudy plno tebe,
slávy tvé plná země, plné samo nebe.
Zlata, vím, že nežádáš: neboť vše prvé tvé,
z tvého což propůjčení lidé mají za své.
Vděčným srdcem tě tedy, Pane, vyznáváme,
nad to když líbeznější oběti nemáme. (Sss)